# Бжешче
Бжешче (пољ. Brzeszcze) је град у Пољској у Војводству Малопољском у Повјату освјенћимском. Према попису становништва из 2011. у граду је живело 11.798 становника. Бжешче је основан у 15. веку. године, а статус града има од 1962. године.

## Становништво
Према прелиминарним подацима са пописа, у граду је 2011. живело 11.798 становника.
| 2002.  | 2011.  | 2012.  |
| ------ | ------ | ------ |
| 11.923 | 11.798 | 11.691 |